# 40e Pantserkorps (Wehrmacht)
Het 40e Pantserkorps (Duits: Generalkommando XXXX. Panzerkorps) was een Duits legerkorps van de Wehrmacht tijdens de Tweede Wereldoorlog. Het korps was lang in actie in de zuidelijke sector van het Oostfront, in de Kaukausus, langs de Donets en terug door Oekraïne. In 1944 werd het korps verplaatst naar de noordelijke sector en vervolgens naar Polen. Vandaar ging het terug richting Silezië.

## Krijgsgeschiedenis

### Oprichting
Het 40e Pantserkorps werd opgericht op 9 juli 1942 in Rusland, tussen de Oskol en de Don, door omdopen van het 40e Gemotoriseerde Korps.

### 1942

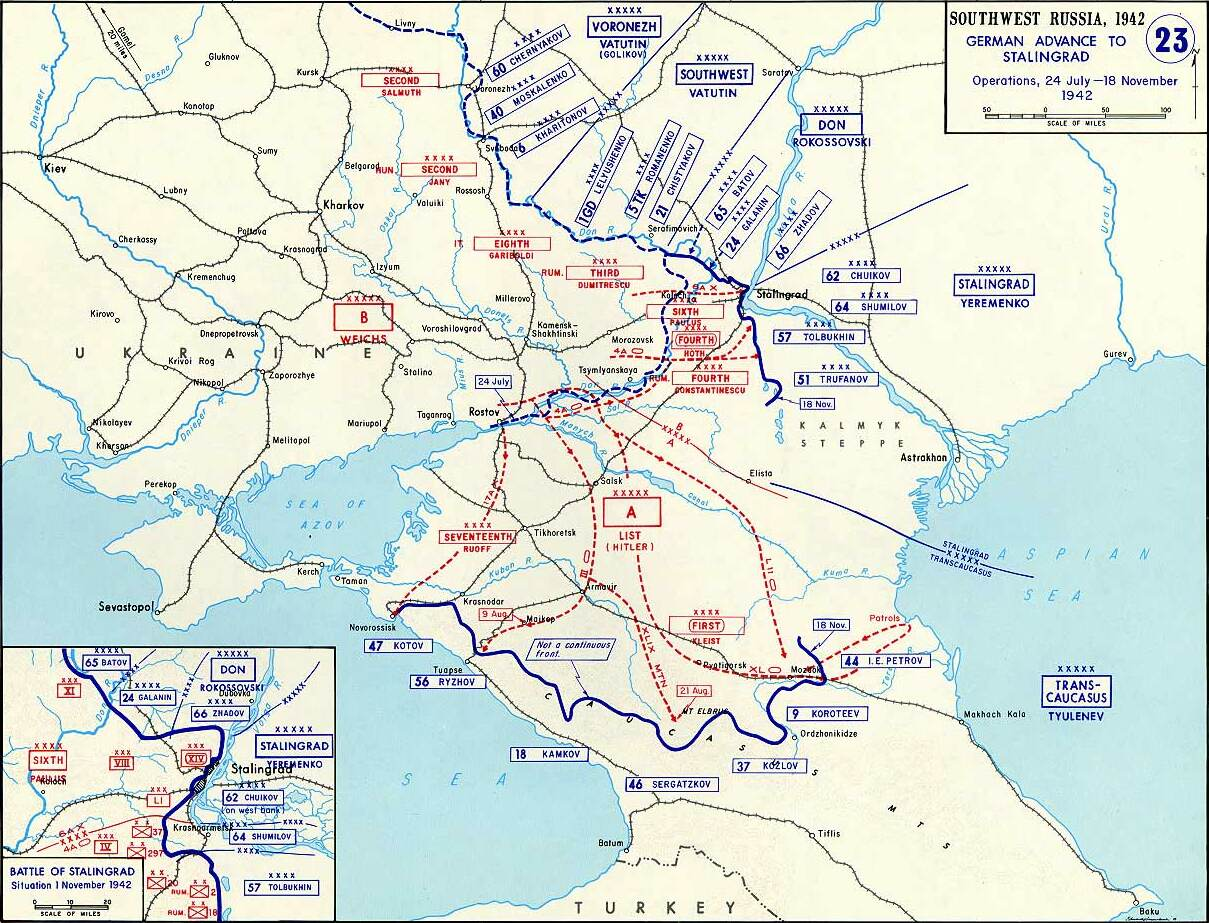
De opmars in de Kaukasus 1942

Het korps rukte in juli op richting de Don. Met het bereiken van deze rivier draaide het korps, beschikkend over de 3e en 23e Pantserdivisies, naar het zuiden. Nu ging het via Rossosj en Millerovo en werd de Don opnieuw bereikt bij Nikolayevskaya. Vanaf hier ging het de Kaukasus in. Proletarsk werd op 1 augustus bereikt en vanaf daar ging het aan de linkerzijde van het 1e Pantserleger richting Ipatovo, over de Koeban, en de Koema naar de Terek. Hier vonden bij Mozdok heftige gevechten plaats, maar de krachten van het korps reikten niet meer. De opmars kwam hier definitief tot stilstand. Op 31 december 1942 beschikte het korps over de 3e Pantserdivisie en Kampfgruppe von Jungholz. Deze laatste, een kozakken-eenheid, werd gebruikt om de open oostelijke flank af te dekken.

### 1943
De terugtrekking van het korps als onderdeel van de algehele terugtocht van het  1e Pantserleger startte op 1 januari 1943, met als doel de Don-bruggen bij Rostov, zo’n 600–700 km ver weg. De Sovjettegenstander, de Noordelijke Groep van het Transkaukische Front, viel meteen aan maar verloor toch snel de aansluiting door gebrekkige communicatie. Na een moeizame, zware en lange terugtocht, kwam het korps eind januari eindelijk bij Rostov aan en stak de Don-bruggen over. Meteen werd het korps naar de volgende crisis verplaatst, de Sovjetaanvallen over de Donets richting de Dnjepr. Het korps kreeg opdracht de situatie bij Slavyansk meester te worden, en kreeg hiervoor het bevel over de 7e en 11e Pantserdivisies en de net arriverende 333e Infanteriedivisie. In de weken daarop omsingelde het korps de te ver opgerukte Mobiele Groep Popov en rukte terug op naar de Donets bij Izium, dit alles in het grotere geheel van de “Derde Slag om Charkov”. Hier bleef het korps nu enkele maanden liggen. Ten tijde van de Slag om Koersk werd het korps ook getroffen door het Izium-Barvenkovo Offensief van de Sovjets. Van 17 tot 27 juli leverde dit zware gevechten op, maar het korps kon zijn posities handhaven, op dat moment beschikkend over de 46e, 257e en 333e Infanteriedivisies. Eenzelfde soort scenario speelde zich af van 16 tot 27 augustus 1943 in de Donbass Operatie. Maar begin september moest het korps zich toch aansluiten bij de algehele terugtocht naar de Dnjepr. Toch waren er ook successen. Tussen 9 en 12 september voerde het korps een geslaagde tegenaanval uit met de 9e en 23 Pantserdivisie en de 16e Pantsergrenadiersdivisie tegen twee doorgebroken snelle korpsen van het 3e Sovjetleger, en omsingelde en vernietigde ze. Hiermee werd de verbinding tussen het 1e Pantserleger en het 6e Leger hersteld. Daarna volgde de verdere terugtocht naar de Dnjepr en het korps nam een bruggenhoofd op bij Zaporizja. Dit bruggenhoofd kon slechts gehouden worden tot 13 oktober. Daarna werd het korps gebruikt om de aanval op Kryvy Rih te stoppen eind oktober.
Vanaf 5 november 1943 werd het korps ook Gruppe Henrici genoemd, vanaf 19 november Gruppe Eberbach, vanaf 27 november Gruppe Schörner en vanaf 1 februari 1944 Gruppe Knobelsdorff. Deze “Gruppe” voerde de verdediging rond Nikopol in deze winter.

### 1944

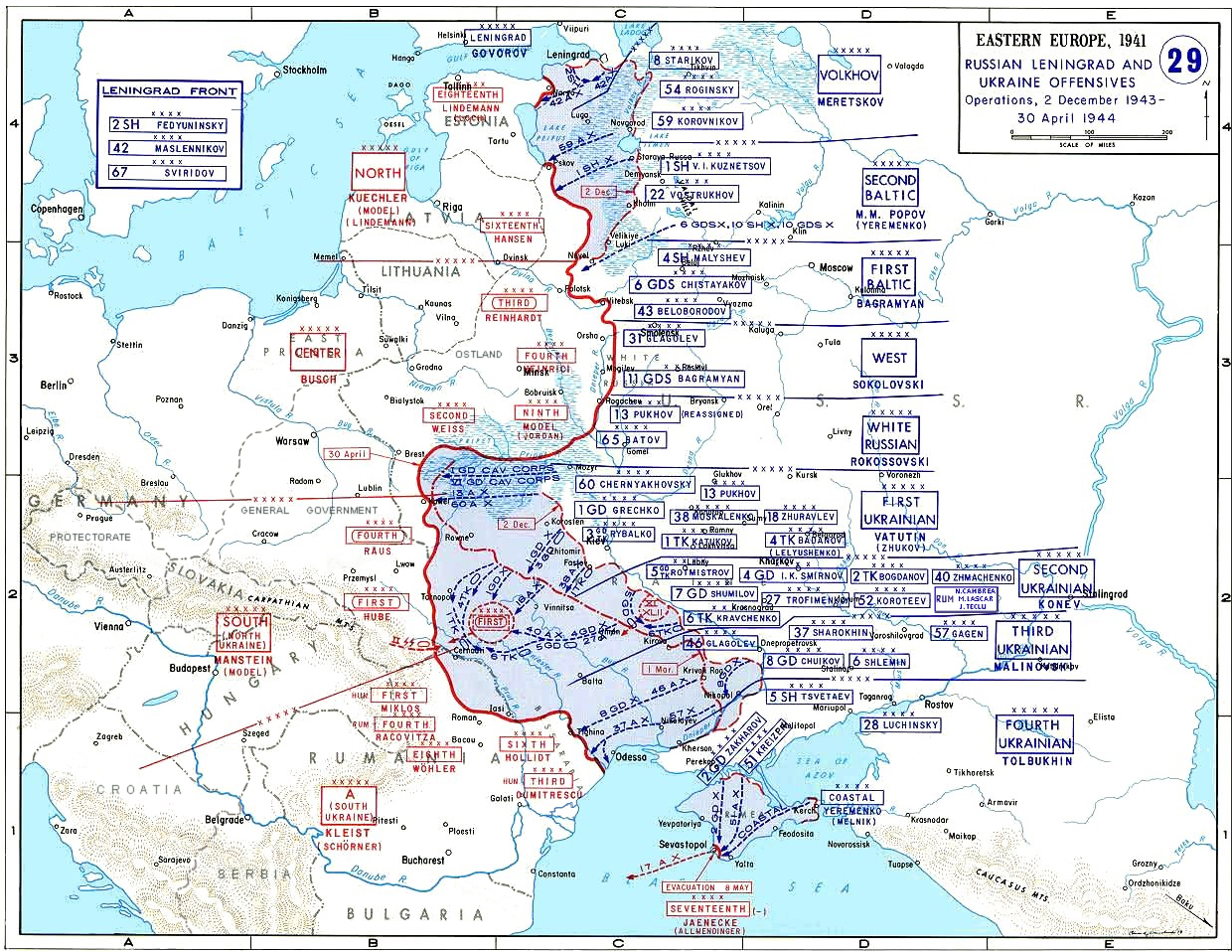
De terugtocht door Oekraïne begin 1944

Tijdens het Nikopol-Kryvy Rih Offensief van de Sovjets tussen 10 januari en 29 februari 1944 moest de Gruppe behoorlijk veel terrein prijsgeven. Tijdens de tweede fase van de Dnjepr-Karpaten Strategische Operatie vanaf 5 maart moest het korps zich aansluiten bij de algehele terugtocht van de Duitsers door Oekraïne. Deze terugtocht ging richting Roemenië. Uiteindelijk werd bij midden april net ten noorden van Chisinau de Dnjestr bereikt en daar kon eindelijk ter verdediging ingericht worden.
Op 31 mei 1944 werd het korps weer definitief 40e Pantserkorps genoemd.
Het korps bleef vervolgens in Roemenië tot begin augustus en werd daarna verplaatst naar Heeresgruppe Mitte, om de gaten te dichten die met Operatie Bagration ontstaan waren. Op 4 augustus nam het korps rond Eydtkau het bevel op zich over de 5e Pantserdivisie, de 52e Beveiligingsdivisie en de 561e Grenadierdivisie. Maar al snel volgde de volgende opdracht. Doordat de Sovjets doorgestoten waren naar de Golf van Riga, was Heeresgruppe Nord afgesneden. Er werd een operatie op touw gezet om deze verbinding weer te herstellen, Operatie Doppelkopf. Het korps zou hiervoor noordelijker verplaatst worden en beschikte op 16 augustus over de 7e en 14e Pantserdivisies, Pantsergrenadierdivisie “Großdeutschland” en de 1e Infanteriedivisie. Deze operatie verliep goed en de verbinding werd hersteld. Op 5 oktober vielen de Sovjettroepen aan richting de Oostzee en sneden Heeresgruppe Nord alsnog af. Het korps nam de verdediging op zich tussen Tilsit en de kust langs de Memel. In november werd het korps verplaatst naar Radom. Hier werd de zuidsector van het Warka-Magnuszew bruggenhoofd ingenomen.

### 1945
Op 14 januari barstte het Wisła-Oderoffensief van de Sovjets ook los vanuit het bruggenhoofd. Het korps voerde tegenaanvallen uit met de 19e en 25e Pantserdivisies, maar het was onmogelijk de Sovjetvloed te keren. Al snel moest de terugtocht gestart worden. Op 17 januari was het korps al terug bij Łódź en daarna ging het verder westwaarts. Eind januari was het korps onder zware gevechten aangekomen achter de Oder bij Grünberg. Op 1 maart was het korps in de verdediging van de Oder bij Guben. In maart werd het korps verplaatst naar het 17e Leger in midden-Silezië, naar Neisse. Daar lag het korps ook toen de Sovjettroepen het laatste offensief inzetten, het Praag-Offensief. Op 7 mei beschikte het korps nog over de 17e Pantserdivisie, de 1e Skijägerdivisie en de 68e en 168e Infanteriedivisies.
Het 40e Pantserkorps capituleerde op 8 mei 1945 in het grensgebied midden-Silezië/Tsjechië.

## Bovenliggende bevelslagen
| Leger              | Legergroep              | Plaats/regio                          | Begin              | Eind                |
| ------------------ | ----------------------- | ------------------------------------- | ------------------ | ------------------- |
| 6. Armee           | Heeresgruppe A          | Charkov, Don                          | 9 juli 1942        | medio juli 1942     |
| 4. Panzerarmee     | Heeresgruppe A          | Don                                   | medio juli 1942    | 1 augustus 1942     |
| 1. Panzerarmee     | Heeresgruppe A          | Kaukasus                              | 2 augustus 1942    | 31 januari 1943     |
| 1. Panzerarmee     | Heeresgruppe Don        | Donets                                | 1 februari 1943    | 12 februari 1943    |
| 1. Panzerarmee     | Heeresgruppe Süd        | Donets, Dnjepr                        | 12 februari 1943   | 31 december 1943    |
| 6. Armee           | Heeresgruppe Süd        | Dnjepr                                | 1 januari 1944     |                     |
| 8. Armee           | Heeresgruppe Süd        | Moldavië                              | maart 1944         | 31 maart 1944       |
| 8. Armee           | Heeresgruppe Südukraine | Moldavië                              | 1 april 1944       | begin augustus 1944 |
| 3. Panzerarmee     | Heeresgruppe Mitte      | Baltische staten, Oost-Pruisen, Polen | 4 augustus 1944    | januari 1945        |
| direct onder bevel | Heeresgruppe A          | Polen                                 | medio januari 1945 |                     |
| 9. Armee           | Heeresgruppe A          | Polen                                 | 23 januari 1945    |                     |
| 4. Panzerarmee     | Heeresgruppe Mitte      | Neder-Silezië                         | februari 1945      | maart 1945          |
| 17. Armee          | Heeresgruppe Mitte      | Midden-Silezië                        | april 1945         | 8 mei 1945          |

## Commandanten
| Rang                                                             | Naam                                | Begin                              | Eind              | Opmerking                                                                                |
| ---------------------------------------------------------------- | ----------------------------------- | ---------------------------------- | ----------------- | ---------------------------------------------------------------------------------------- |
| General der Panzertruppe                                         | Georg Stumme                        | 9 juli 1942                        | 20 juli 1942      |                                                                                          |
| General der Panzertruppe                                         | Leo Freiherr Geyr von Schweppenburg | 20 juli 1942                       | 30 september 1942 |                                                                                          |
| Generalleutnant General der Panzertruppe (vanaf 1 november 1942) | Gustav Fehn                         | 30 september 1942 - 1 oktober 1942 | 13 november 1942  | (m. d. F. b.) (mit der Führung beauftragt) (vrije vertaling: met het leiderschap belast) |
| Generalleutnant General der Panzertruppe (vanaf 1 januari 1943)  | Sigfrid Henrici                     | 13 november 1942                   | 11 november 1943  |                                                                                          |
| General der Panzertruppe                                         | Heinrich Eberbach                   | 19 november 1943                   | 26 november 1943  |                                                                                          |
| General der Gebirgstruppen                                       | Ferdinand Schörner                  | 26 november 1943                   | 30 januari 1944   |                                                                                          |
| General der Panzertruppe                                         | Otto von Knobelsdorff               | 1 februari 1944                    | 31 augustus 1944  |                                                                                          |
| General der Panzertruppe                                         | Sigfrid Henrici                     | 1 september 1944                   | 8 mei 1945        |                                                                                          |

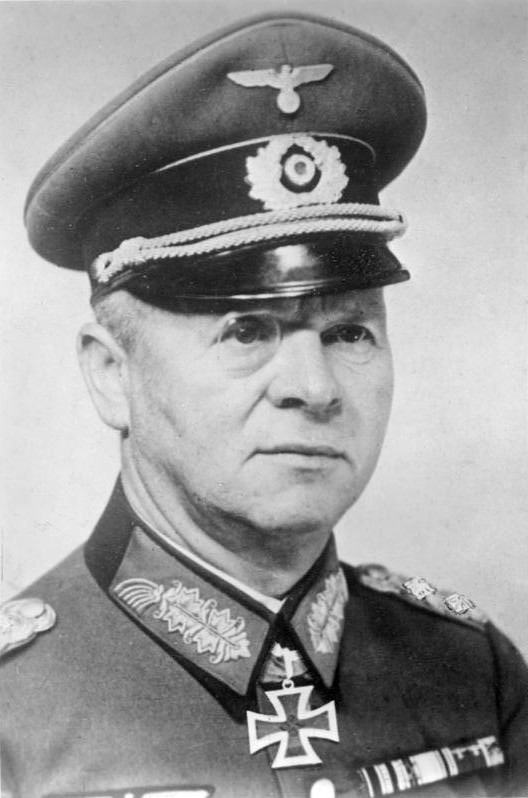
General Georg Stumme

Generaal Stumme werd op 20 juli van zijn bevel ontheven door Hitler, omdat een stafofficier van de 23e Pantserdivisie van het korps, na het neerstorten van zijn vliegtuig in handen viel van de Sovjets met de plannen van Fall Blau.
General Henrici raakte zwaargewond in oktober 1943. De bronnen voor de volgende periode zijn niet duidelijk. Generaal Balck wordt genoemd als tijdelijke vervanger. Dit was voorgenomen, maar die ging uiteindelijk naar het 48e Pantserkorps. Zeker is dat pas op 19 november 1943 General Eberbach tijdelijk het commando overnam.